# 파스 빌커스
세르바스 "파스" 빌커스(네덜란드어: Servaas "Faas" Wilkes ˈfaːs ˈʋɪlkəs[*]; 1923년 10월 13일, 로테르담 ~ 2006년 8월 15일, 로테르담)는 네덜란드의 전 축구 선수로 현역 시절 공격수로 활약했으며, 네덜란드 국가대표팀 경기에 38경기 출전하여 35골을 기록해 경기당 0.92골의 기록을 세웠다. 그러나, 그는 1949년 6월에서 1955년 3월까지의 오랜 기간 동안 국가대표팀에서 퇴출되었는데, 이는 KNVB가 프로 선수의 합류를 거절했기 때문이었다.

## 경력
빌커스는 크세르크세스에서 현역 신고식을 치른 후 1949년 여름에 인테르나치오날레로 이적했다. 그는 인테르나치오날레 소속으로 95경기에 출전해 47골을 기록했다. 그는 밀라노에 1952년까지 머문 후 1년 동안 토리노에서 활동했다. 30세가 된 빌커스는 스페인의 발렌시아로 이적하여 1953-54 시즌부터 1955-56 시즌까지 활동하면서 총 62번의 경기에서 38골을 넣었고, 구단의 최초 외국인 거성으로 거듭났다. 그는 이후 VVV, 레반테, 그리고 포르튀나 '54을 거쳐 은퇴했다. 그는 2006년, 향년 82세에 심장 마비로 영면에 들었다.
그는 네덜란드 역사상 최고의 선수로 손꼽히는데, 창의적인 경기 전개 방식과 천재적인 공몰이 능력으로 회자되었다. 빌커스는 헤리트 케이저르, 베프 바크하위스, 그리고 헤리트 프레컨에 이어 해외로 건너간 사상 4번째 네덜란드 선수이기도 하다.
네덜란드 만화 주인공 키크 빌스트라는 파스 빌커스의 이름을 땄는데, 그 외에도 또다른 두 명의 네덜란드 축구 선수인 키크 스미트와 아버 렌스트라의 이름을 합친 이름을 썼다.

## 수상

### 클럽
인테르나치오날레
- 세리에 A 준우승: 1950–51
- 세리에 A 3위: 1949–50, 1951–52

발렌시아
- 라 리가 3위: 1953–54
- 코파 델 레이: 1954
- 트로페오 콘셉시온 아레날: 1954[2]

레반테
- 세군다 디비시온 준우승: 1958–59

### 개인
- 네덜란드 국가대표팀 역대 최다 득점자: 1959–1998[3]
- 스페인 올해의 축구 선수: 1954[4]
- 인테르나치오날레 역대 최다 득점자: 1950–51[5]
- 발렌시아 역대 최다 득점자: 1953–54, 1955–56[6][7]
- 레반테 역대 최다 득점자: 1958–59[8]

## 경력 통계

### 선수
출처:
| 구단             | 시즌      | 리그 | 리그 | 컵   | 컵 | 유럽 | 유럽 | 기타 | 기타 | 합계 | 합계 |
| 구단             | 시즌      | 출장 | 골   | 출장 | 골 | 출장 | 골   | 출장 | 골   | 출장 | 골   |
| ---------------- | --------- | ---- | ---- | ---- | -- | ---- | ---- | ---- | ---- | ---- | ---- |
| 크세르크세스     | 1945–46   | 3    | 1    |      |    | –    | –    |      |      | 3    | 1    |
| 크세르크세스     | 1946–47   | 19   | 8    |      |    | –    | –    |      |      | 19   | 8    |
| 크세르크세스     | 1947–48   | 24   | 19   |      |    | –    | –    |      |      | 24   | 19   |
| 크세르크세스     | 1948–49   | 25   | 21   |      |    | –    | –    |      |      | 25   | 21   |
| 크세르크세스     | 합계      | 71   | 49   |      |    |      |      |      |      | 71   | 49   |
| 인테르나치오날레 | 1949–50   | 34   | 17   |      |    |      |      |      |      | 34   | 17   |
| 인테르나치오날레 | 1950–51   | 38   | 23   |      |    |      |      |      |      | 38   | 23   |
| 인테르나치오날레 | 1951–52   | 23   | 7    |      |    |      |      |      |      | 23   | 7    |
| 인테르나치오날레 | 합계      | 95   | 47   |      |    |      |      |      |      | 95   | 47   |
| 토리노           | 1952–53   | 12   | 1    |      |    |      |      |      |      | 12   | 1    |
| 발렌시아         | 1953–54   | 28   | 18   |      |    |      |      |      |      | 28   | 18   |
| 발렌시아         | 1954–55   | 15   | 9    |      |    |      |      |      |      | 15   | 9    |
| 발렌시아         | 1955–56   | 19   | 11   |      |    |      |      |      |      | 19   | 11   |
| 발렌시아         | 합계      | 62   | 38   |      |    |      |      |      |      | 62   | 38   |
| 펜로             | 1956–57   | 30   | 8    |      |    |      |      |      |      | 30   | 8    |
| 펜로             | 1957–58   | 34   | 15   |      |    |      |      |      |      | 34   | 15   |
| 펜로             | 합계      | 64   | 23   |      |    |      |      |      |      | 64   | 23   |
| 레반테           | 1958–59   | 34   | 20   |      |    |      |      |      |      | 34   | 20   |
| 포르튀나 '54     | 1959–60   | 30   | 16   |      |    |      |      |      |      | 30   | 16   |
| 포르튀나 '54     | 1960–61   | 27   | 5    |      |    |      |      |      |      | 27   | 5    |
| 포르튀나 '54     | 1961–62   | 31   | 12   |      |    |      |      |      |      | 31   | 12   |
| 포르튀나 '54     | 합계      | 88   | 33   |      |    |      |      |      |      | 88   | 33   |
| 크세르크세스     | 1962–63   | 20   | 8    |      |    |      |      |      |      | 20   | 8    |
| 크세르크세스     | 1963–64   | 8    | 2    |      |    |      |      |      |      | 8    | 2    |
| 크세르크세스     | 합계      | 28   | 10   |      |    |      |      |      |      | 28   | 10   |
| 경력 합계        | 경력 합계 | 454  | 221  |      |    |      |      |      |      | 454  | 221  |